# Катастрофа SE-210 в Дюрренеше
Катастрофа SE-210 в Дюрренеше — крупная авиационная катастрофа, произошедшая в среду 4 сентября 1963 года. Авиалайнер Sud Aviation SE-210 Caravelle III авиакомпании Swissair выполнял рейс SR-306 по маршруту Цюрих—Женева—Рим, но через 9 минут после вылета из Цюриха рухнул на землю на окраине Дюрренеша (кантон Аргау). В катастрофе погибли 80 человек (74 пассажира и 6 членов экипажа), что делало её на то время крупнейшей в Швейцарии. Среди погибших были 43 жителя небольшой деревушки Хумликон, которая потеряла в катастрофе пятую часть своего населения.

## Самолёт
Sud Aviation SE-210 Caravelle III с серийным номером 147 был выпущен в 1962 году, 2 октября совершил первый полёт. Был оснащён двумя турбореактивными двигателями Rolls-Royce 527 Avon, каждый из которых развивал силу тяги в 5,2 тонн. Вместимость салона составляла 80 мест. 19 октября авиалайнер поступил в авиакомпанию Swissair, в которой получил бортовой номер HB-ICV и имя Schaffhausen. На день катастрофы совершил свыше 2900 циклов «взлёт-посадка» и налетал свыше 3400 часов.

## Экипаж и пассажиры
- Командир воздушного судна — Ойген Боли (нем. Eugen Bohli)[3].
- Второй пилот — Рудольф Видмер (нем. Rudolf Widmer)[3].

В салоне самолёта работали четверо бортпроводников:
- Альфред Шлюхтер (нем. Alfred Schlüchter) — старший бортпроводник[3].
- Ирена Рушман (нем. Irene Ruschmann)[3].
- Гертруда Штрели (нем. Gertrud Streuli)[3].
- Биниа Мартин (нем. Binia Martin)[3].

| Гражданство       | Пассажиры | Экипаж | Всего |
| ----------------- | --------- | ------ | ----- |
| Швейцария         | 68        | 6      | 74    |
| Австрия / Бельгия | 1         | 0      | 1     |
| Великобритания    | 1         | 0      | 1     |
| Египет            | 1         | 0      | 1     |
| Израиль           | 1         | 0      | 1     |
| США               | 1         | 0      | 1     |
| США / Иран        | 1         | 0      | 1     |
| Итого             | 74        | 6      | 80    |

Пассажиры, не попавшие на борт
По невероятному стечению обстоятельств к посадке на борт опоздал, на тот момент ещё не известный в музыкальном мире, Айхон Гарсия Альфонсо, создатель культового концертного агентства «Ибермусика», благодаря усилиям которого в 1960-е — 1970-е годы в Испанию стали вновь приезжать лучшие классические музыканты и лучшие оркестры со всего мира.

## Катастрофа
Борту HB-ICV предстояло выполнить пассажирский рейс SR-306 из Цюриха (Швейцария) в Рим (Италия) с промежуточной посадкой в Женеве (Швейцария). Ранним утром авиалайнер вывели из ангара, в 06:40 (05:40 GMT) его принял экипаж. В Цюрихе стоял густой туман. В 07:00 самолёт отъехал от перрона и в 07:03, следуя за машиной сопровождения, направился по рулёжке № 5 к началу полосы № 34. По указанию диспетчера взлёт проводился с полосы № 34 в сторону Рейна. Далее следовало по прямой курсом на Виллизау подниматься до эшелона 150 (4570 метров).
Из-за тумана водитель автомобиля сопровождения запутался и вывел самолёт по рулёжке № 4 примерно в 400 метрах от начала полосы. По данным на 07:00 видимость на полосе составляла около 180 метров, что ниже установленного в авиакомпании для данного типа самолётов метеорологического минимума в 400 метров. Тогда в 07:05 экипаж сообщил диспетчеру, что они проследуют по полосе, развернутся, а затем вернутся на стартовую позицию. Экипаж был намерен совершить пробег по полосе на максимальном режиме работы двигателей, тормозами контролируя скорость. Это было распространённой практикой по разгону тумана на полосе за счёт тепла выходящих из двигателей реактивных струй, что позволяло повысить видимость. В 07:12 самолёт вернулся на позицию исполнительного старта.
В 07:13 рейс 306 взлетел с полосы 34 и вскоре экипаж доложил о прохождении высоты 1700 футов (520 метров), после чего перешёл на связь с Цюрих-выход. В 07:20 была достигнута высота 2700 метров. В этот момент авиалайнер начал входить в неконтролируемый левый крен, после чего стал терять высоту. Вертикальная скорость снижения быстро росла и конструкция начала разрушаться от аэродинамических нагрузок. В 07:21 экипаж передал сигнал бедствия, после чего сообщение прервалось на полуслове. В 07:22 рейс SR-306 на большой скорости под большим углом врезался в землю на окраине поселения Дюрренеш и полностью разрушился.

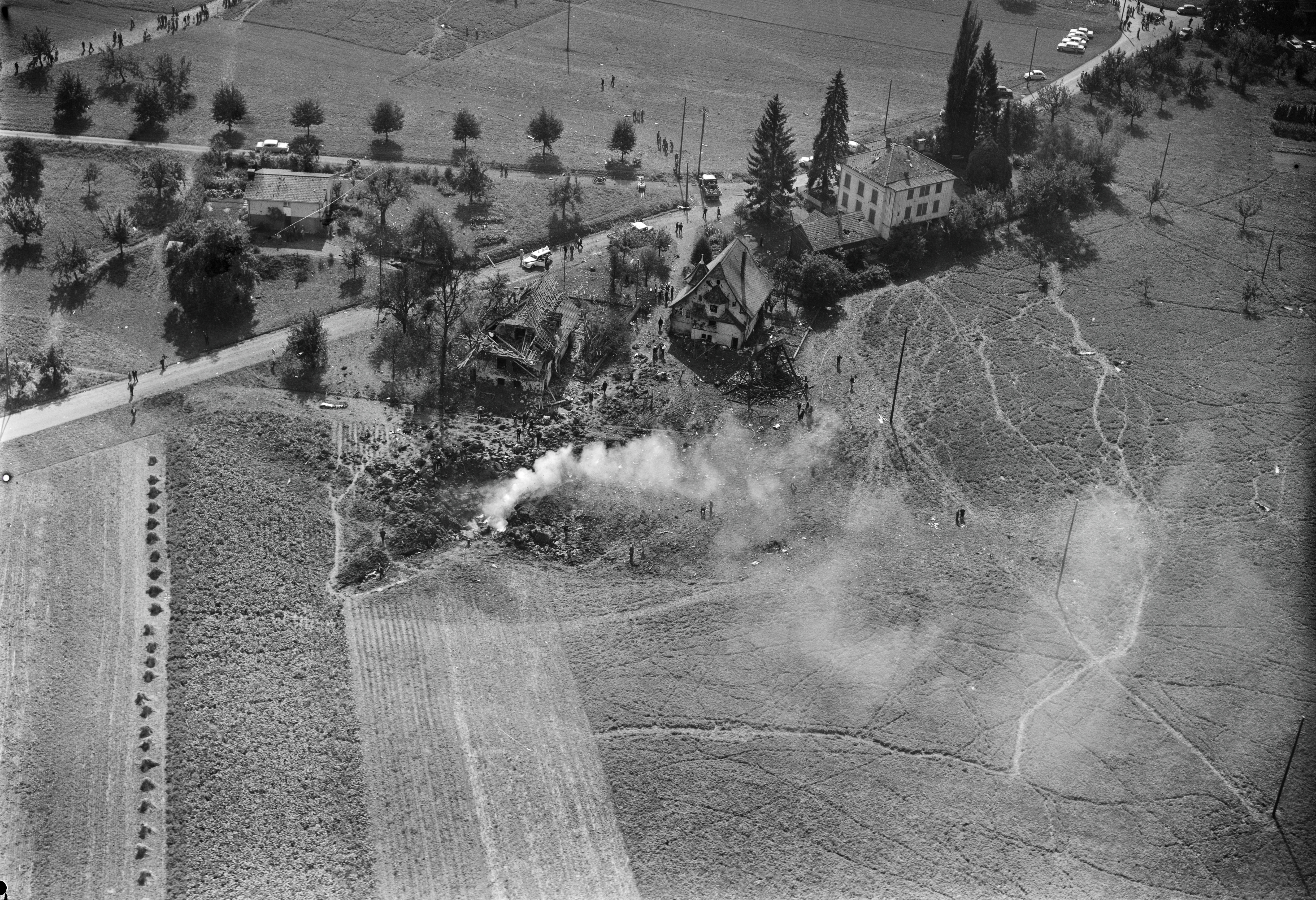
Вид на место катастрофы

Все 80 человек (6 членов экипажа и 74 пассажира), находившиеся на борту самолёта, погибли. Серьёзно повреждены несколько домов, но на земле, к счастью, никто не погиб. На момент событий это крупнейшая авиакатастрофа в Швейцарии. Особый резонанс событие получило из-за того, что на борту находились 43 жителя селения Хумликон, в том числе мэр и представители совета. Эта группа из 43 человек направлялась в Женеву с целью посетить расположенный неподалёку Сельскохозяйственный научно-исследовательский институт. Деревня, население которой до катастрофы составляло 217 человек, сразу потеряла пятую часть своих жителей. 19 супружеских пар из деревни погибли в катастрофе, 39 детей (возраст от 3 до 19 лет) остались круглыми сиротами, ещё 5 детей потеряли одного из родителей. 22 хозяйства находились под угрозой исчезновения. Для защиты деревни от мародёров и журналистов власти были вынуждены применить полицейское оцепление. Несколько десятков добровольцев приняли участие в восстановлении хозяйств и сборе урожая.

## Расследование

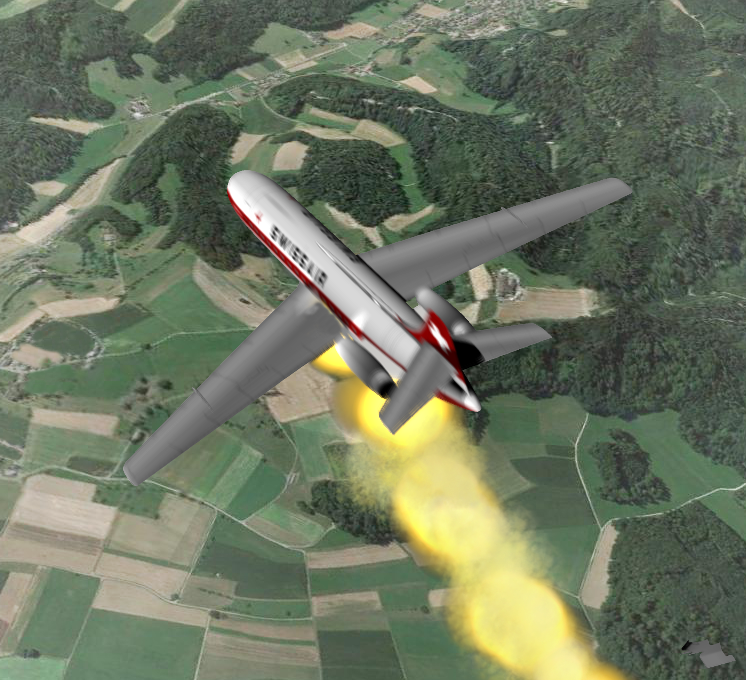
Компьютерная реконструкция катастрофы

Бортовой самописец был найден, но его данные не помогли в установлении причины катастрофы. Опрошены свидетели происшествия, которые сообщили о том, что спустя 4 минуты после взлёта с левой стороны самолёта появился белый дым, а затем из корневой части левой плоскости начало вырываться длинное пламя. На протяжении последних 6 миль траектории полёта рейса 306 обнаружены части левой плоскости, левого шасси и хвостовой части фюзеляжа. Когда следователи начали изучать полосу 34, с которой произведён взлёт, то на участке от 1350 до 1500 метров от начального торца были найдены части обода колеса № 4 левого шасси, кабель заземления и держатель, а вдоль левой стороны полосы шла цепочка масляных пятен.
После изучения обломков сложилась следующая картина. Стояночный тормоз на самолётах Sud Aviation SE-210 Caravelle имеет 9 различных уровней, при этом 9 соответствует максимальному тормозному эффекту, а 0 — выключен. Готовясь к вылету, экипаж установил стояночный тормоз в положение 1, то есть колодки едва касались тормозных дисков, из-за чего самолёт мог всё же двигаться. Когда рейс 306 начал двигаться к началу полосы, пилоты забыли полностью отключить «ручник», поэтому при движении колодки, в результате трения о диски, стали нагревать их, причём, из-за теплового расширения, чем дальше, тем сильнее. За время пробега по полосе при работающих на высокой мощности двигателях и высоком тормозном эффекте тормозные диски ещё больше разогрелись. В результате во время взлёта из-за перегрева произошло разрушение левого внутреннего колеса (№ 4), после чего обломки разорвали одну из линий гидросистемы. Вытекшая из гидросистемы жидкость воспламенилась, а затем горящее шасси после взлёта было убрано внутрь. В нише шасси нет пожарных датчиков, поэтому экипаж не знал об огне, который, быстро разгораясь, привёл к разрыву топливопроводов, а затем и линий основной гидросистемы, пока не нарушил структурную целостность авиалайнера и не лишил его управления.
После данной катастрофы в гидросистемах самолётов начали использовать негорючие жидкости. В течение 3 недель после катастрофы в Swissair все «Каравеллы» оборудовали пожарными датчиками в нишах шасси.